# Меньшов Володимир Олександрович
Меньшов Володимир Олександрович — український політик, кол. нар. деп. України.
Народився 22 квітня 1934 (місто Кривий Ріг) в сім'ї робітника; росіянин; одружений; має 2 дітей.
Освіта: Дніпропетровський сільськогосподарський інститут (1953—1958), інженер-механік.
Народний депутат України 12 скликання з 03.1990 (1-й тур) до 04.1994, Південний виборчій округ № 104, Дніпропетровська область. Голова підкомісії з питань використання надр Комісії у питаннях екології та раціонального природокористування. Групи «Злагода-Центр», «Земля і воля».
- З 1958 — інженер-механік підсобного господарства № 2 заводу імені Карла Лібкнехта.
- З 1959 — головний інженер-механік, голова правління колгоспу імені Карла Маркса.
- З 1973 — головний інженер-механік, голова правління колгоспу імені крейсера «Аврора» Нікопольського району.

Ордени Леніна, Трудового Червоного Прапора. Дві золоті, дві бронзові медалі ВДНГ СРСР. Заслужений працівник сільського господарства України.
Член КПРС (з 1961).

## Джерело
- Довідка [Архівовано 4 березня 2016 у Wayback Machine.]